# DayRe:
DayRe:（デイリー）は、ミュージックレインに所属する声優、相川奏多・橘美來・夏目ここな・日向もか・宮沢小春から構成される5人組ガールズユニットである。2025年に結成され、同年活動を開始した。コンセプトは「日常（Daily）に寄り添い、応援してくれたファンの皆へ感謝を歌や色々なカタチで返していきたい（Re:）」。

## 来歴

### ユニット結成前後の動き
2017年に開催された「第3回ミュージックレイン スーパー声優オーディション」で合格し、2019年にAbema、YouTubeで生配信されたIDOLY PRIDEプロジェクト開始の特番『第1回 「IDOLY PRIDE」情報解禁スペシャル生放送』でメンバーデビューを果たした。
その後、2025年5月5日までミュージックレイン3期生名義での活動を行う。
2025年1月19日にYouTubeで行われた生配信『【3期生】MR09延長戦＆重大発表生配信!!!!!』にてユニットを結成して活動することが発表され、同年5月5日に開催されたイベント「LAWSON presents ミュージックレイン3期生ユニット名&デビュー曲お披露目会」内にてユニット名を公表した。同年5月7日、デビューシングル「DeaRy Days!」をリリースし、活動を開始した。
これにより、「毎日皆さんの身近な存在でありたい」という願いと、「もらった応援を様々な形で返したい」という思いが込められている。

### 「DayRe:」としての活動方針
DayRe:の今後の目標として、日向もかは地方でのホールツアー開催を挙げ、ファンとの交流や各地の美味しいものを楽しむことを望んでいる。相川は、5人での楽曲を増やすことに加え、メンバーの多様な方向性を活かした2人や3人での組み合わせ曲にも挑戦したいと考えている。
橘は、各メンバーの個性を詰め込んだ自己紹介ソングの制作を夢見ており、夏目は、様々な楽曲や衣装を通じてDayRe:の多様な魅力をファンに見せていきたいと語っている。宮沢は、ファンを含めた「みんなが幸せであること」を最優先とし、長く活動を続けられるユニットになることを願っている。

## 「DayRe:」という名称の由来
ユニット名は、メンバーとスタッフによる話し合いで決定され、宮沢が提案した「Daily（毎日）」と「Re:（返信）」を組み合わせた造語である。

## メンバー
| 名前       | 生年月日               | 出身地 | 愛称          | イメージカラー | カラーパレット | 性格・人物評 |
| ---------- | ---------------------- | ------ | ------------- | -------------- | -------------- | --- |
| 相川奏多   | 2004年10月20日（20歳） | 兵庫県 | たーぼー      | 赤             |                | 「しっかり最年少担当」と橘美來に評されるように、最年少ながら意見をまとめるしっかりした一面を持つ。 一方で、宮沢小春からは「ツンデレ担当」とも言われ、猫のような掴みどころのない可愛らしさも持ち合わせる。                                               |
| 橘美來     | 2000年3月5日（25歳）   | 千葉県 | らいらい      | 青             |                | 相川奏多からは「寂しがり屋のバブちゃん」と評され、自身では「美脚担当」と称している。 デビュー曲「DeaRy Days!」の衣装でもミニスカートを着用するなど、脚を見せるスタイルを好む。                                                                          |
| 夏目ここな | 2003年9月6日（21歳）   | 埼玉県 | なっつ        | 緑             |                | 橘美來からは「カメレオンみたい」と評されるように、その場に応じて必要な役割を補う多面性を持つ。 宮沢小春からは「ママ担当」と呼ばれ、家庭的でメンバーの世話を焼く一面がある。                                                                             |
| 日向もか   | 2001年5月17日（24歳）  | 埼玉県 | もな          | 黄色           |                | 「お日様担当」と呼ばれ、ユニット全体を明るくする存在である。また、橘美來からは「お笑い担当」とも評され、イベントを盛り上げるお笑い精神も持ち合わせる。 宮沢小春からは「ひらめき担当」やDayRe:の「お天気担当」と言われ、感情が顔に出やすいタイプである。 |
| 宮沢小春   | 1999年3月29日（26歳）  | 千葉県 | こは こはるん | 水色           |                | 「おっとり最年長担当」であり、日向もかからは「宇宙人担当」と呼ばれるほど、時折ユニークな行動を見せる。 相川奏多からは「癒し担当」とも評され、メンバーの意見を優しくまとめ上げる存在である。                                                             |

メンバーのイメージカラーについては、「DayRe:の朝も140」の担当曜日の色にちなむ。

## ディスコグラフィ

### シングル
|     | 発売日       | タイトル           | 規格         | 脚注   |
| --- | ------------ | ------------------ | ------------ | ------ |
| 1st | 2025年5月7日 | DeaRy Days!        | 配信シングル | [ 17 ] |
| 2nd | 2025年6月6日 | Happy Bubble Party | 配信シングル | [ 18 ] |

## 出演

### インターネット番組
- DayRe:のRe:Re:Re:Re:Re:カーニバル（2021年 - 、ニコニコ生放送・YouTube）

### 引用
1. ↑  Inc, Natasha. “【イベントレポート】ミュージックレイン3期生のユニットDayRe:がデビュー「いろんな景色を見に行きたい」”. 音楽ナタリー. 2025年5月19日閲覧。
2. ↑  Inc, Natasha. “【イベントレポート】ミュージックレイン3期生のユニットDayRe:がデビュー「いろんな景色を見に行きたい」”. 音楽ナタリー. 2025年5月5日閲覧。
3. 1 2 3 4 5  アニソン・アニメ音楽のポータルサイト, リスアニ！-. “5月からユニットとしての活動をスタートしたばかりのDayRe:にリスアニ！初インタビュー！「DeaRy Days!」と「Happy Bubble Party」、そしてここから先に広がる5人の夢を聞く”. リスアニ！ – アニソン・アニメ音楽のポータルサイト. 2025年6月10日閲覧。
4. 1 2 3 4  “DayRe: @dayre_official”. 2025年5月19日閲覧。
5. 1 2  “MusicRay'n コーポレートサイト”. MusicRay'n コーポレートサイト. 2025年6月27日閲覧。
6. ↑  “DayRe:  @dayre_official”. 2025年6月27日閲覧。
7. 1 2  “MusicRay'n コーポレートサイト”. MusicRay'n コーポレートサイト. 2025年6月27日閲覧。
8. ↑  “DayRe:  @dayre_official”. 2025年6月27日閲覧。
9. 1 2 3  “MusicRay'n コーポレートサイト”. MusicRay'n コーポレートサイト. 2025年6月27日閲覧。
10. ↑  “DayRe:  @dayre_official”. 2025年6月27日閲覧。
11. ↑  “MusicRay'n コーポレートサイト”. MusicRay'n コーポレートサイト. 2025年6月27日閲覧。
12. ↑  “@dayre_official”. 2025年7月15日閲覧。
13. ↑  “DayRe:  @dayre_official”. 2025年6月27日閲覧。
14. ↑  “MusicRay'n コーポレートサイト”. MusicRay'n コーポレートサイト. 2025年6月27日閲覧。
15. ↑  “DayRe:  @dayre_official”. 2025年6月27日閲覧。
16. ↑  “DayRe:  @dayre_official”. 2025年6月27日閲覧。
17. ↑  “2025.5.7 デジタルリリース DayRe:「DeaRy Days!」”. DayRe: Portal Square（デイリーポータルスクエア） (2025年5月5日). 2025年5月5日閲覧。
18. ↑  “DayRe: 2nd Digital Single「Happy Bubble Party」ジャケット公開&Pre-add/Pre-saveキャンペーンも実施！”.   ミュージックレイン. 2025年6月8日閲覧。